# Pablo Stefanoni
Pablo Stefanoni   (Buenos Aires, 1972) és un periodista argentí i especialista en l'extrema dreta i l'esquerra política a l'Amèrica Llatina.

## Trajectòria
Pablo Stefanoni és doctor en història per la Universitat de Buenos Aires i col·labora amb l'edició argentina de Le Monde diplomatique i el diari El País. És editor en cap de la revista Nueva Sociedad, una revista de ciències socials americana progressista i que busca defensar el desenvolupament de la democràcia política, econòmica i social al continent.
Pablo Stefanoni va publicar ¿La rebeldía se volvió de derecha? (Siglo Veintiuno, 2021), un treball sobre les cultures neoreaccionàries.  També ha analitzat la victòria de Javier Milei a l'Argentina.